# Tecla Marinescu
Tecla Marinescu, född den 4 januari 1960 i Constanța, Rumänien, är en rumänsk kanotist.
Hon tog OS-guld i K-4 500 meter i samband med de olympiska kanottävlingarna 1984 i Los Angeles.